# Wadi al-Arayis
Wadi al-Arayis, en arabe : وادي العرايس,  est un village du gouvernorat de Bethléem en Palestine, situé à 10 km à l'est de Bethléem, en Cisjordanie.
Selon le recensement du bureau central palestinien des statistiques, la localité compte une population de 2 169 habitants en 2017.